# 舌叶紫菀
舌叶紫菀（学名：Aster lingulatus）为菊科紫菀属的植物，为中国的特有植物。分布于中国大陆的云南、四川等地，生长于海拔3,000米至3,500米的地区，常生于亚高山草坝、高山及干旱草地，目前尚未由人工引种栽培。